# Домашний чемпионат Великобритании 1885
Домашний чемпионат Великобритании 1885 (англ. British Home Championship или англ. Home International Championship) стал вторым розыгрышем Домашнего чемпионата, футбольного турнира с участием сборных четырёх стран Великобритании (Англии, Шотландии, Уэльса и Ирландии). Как и в предыдущем году, победителем стала сборная Шотландии, которая доминировала на протяжении всего соревнования.
Сборная Англии успешно начала чемпионат, разгромив Ирландию, но затем дважды сыграла вничью с Уэльсом и Шотландией, заняв в итоге лишь второе место в таблице. Помимо ничьи с англичанами, шотландцы одержали впечатляющие победы со счётом 8:2 и 8:1 над Ирландией и Уэльсом, что гарантировало им чемпионский титул. В заключительном матче турнира между этими сборными был зафиксирован ещё один крупный счёт — валлийцы победили, забив ирландцам восемь мячей. Сборная Ирландии в итоге заняла четвёртое место в таблице, пропустив в трёх матчах 20 голов.

## Таблица
| Поз | Команда       | И | В | Н | П | МЗ | МП | РМ  | О |
| --- | ------------- | - | - | - | - | -- | -- | --- | - |
| 1   | Шотландия (Ч) | 3 | 2 | 1 | 0 | 17 | 4  | +13 | 5 |
| 2   | Англия        | 3 | 1 | 2 | 0 | 6  | 2  | +4  | 4 |
| 3   | Уэльс         | 3 | 1 | 1 | 1 | 10 | 11 | −1  | 3 |
| 4   | Ирландия      | 3 | 0 | 0 | 3 | 4  | 20 | −16 | 0 |

## Матчи
| 28 февраля 1885 | Англия                                              | 4:0     | Ирландия | Манчестер                                                         |
| | Бэмбридж 43′ · Браун · Спилзбери 75′ · Лофтхаус 77′ | (отчёт) |          | Стадион: «Уолли Рейндж» Зрителей: 6000 Судья: Джеймс Э. Маккиллоп |
| Англия: Херби Артур, Перси Мелмот Уолтерс, Артур Мелмот Уолтерс, Норман Бейли, Джимми Форрест, Джо Лофтхаус, Бенджамин Спилзбери, Джимми Браун, Фрэнк Посон, Уильям Кобболд, Чарли Бэмбридж Ирландия: Джек Хендерсон, Джордж Хьюисон, Фредерик Мурхед, Том Молинью, Уильям Хьюстон, Уильям Имз, Билли Макуо, Джек Дейвисон, Джонни Гибб, Джордж Маги, Алекс Дилл |                                                     |         |          |                                                                   |

| 14 марта 1885 | Англия      | 1:1     | Уэльс        | Блэкберн                                                         |
| | Митчелл 35′ | (отчёт) | Уайлдинг 37′ | Стадион: «Лимингтон Роуд» Зрителей: 7500 Судья: Александр Стюарт |
| Англия: Херби Артур, Генри Мур, Джеймс Уорд, Норман Бейли, Джимми Форрест, Джо Лофтхаус, Кенни Дэвенпорт, Джимми Браун, Клемент Митчелл, Джон Диксон, Чарли Бэмбридж Уэльс: Роберт Миллз-Робертс, Фредерик Джоунз, Джордж Томас, Роберт Дейвис, Хамфри Джоунз, Джон Дейвис, Томас Вон, Джордж Фармер, Билли Льюис, Том Берк, Джоб Уайлдинг |             |         |              |                                                                  |

| 14 марта 1885 | Шотландия                                                                         | 8:2     | Ирландия     | Глазго                                                         |
| | Барбор 10′ · Тернер 12′ · Хиггинс 15′ 53′ 60′ 70′ · Макферсон 35′ · Колдервуд 51′ | (отчёт) | Гибб 85′ 90′ | Стадион: «Хэмпден Парк» Зрителей: 6000 Судья: Фрэнсис Г. Харви |
| Шотландия: Уильям Чалмерс, Джеймс Нивен, Хью Макхарди, Джон Макферсон, Боб Келсо, Уильям Тернер, Уолтер Лэмонт, Александр Барбор, Роберт Колдервуд, Джон Маршалл, Александр Хиггинс Ирландия: Джек Хендерсон, Джордж Хьюисон, Уильям Джонстон, Роберт Мьюир, Уильям Хьюстон, Уильям Имз, Том Маклейн, Джонни Гибб, Джо Шеррард, Джордж Маги, Алекс Дилл |                                                                                   |         |              |                                                                |

| 21 марта 1885 | Англия       | 1:1     | Шотландия  | Лондон                                             |
| | Бэмбридж 57′ | (отчёт) | Линдси 20′ | Стадион: «Овал» Зрителей: 8000 Судья: Джон Синклэр |
| Англия: Херби Артур, Перси Мелмот Уолтерс, Артур Мелмот Уолтерс, Норман Бейли, Джимми Форрест, Эндрю Эймос, Джимми Браун, Джо Лофтхаус, Томас Дэнкс, Чарли Бэмбридж, Уильям Кобболд Шотландия: Джеймс Маколи, Уолтер Арнотт, Майкл Пейтон, Чарльз Кэмпбелл, Джон Гау, Билли Андерсон, Александр Хэмилтон, Уильям Селлар, Джозеф Линдси, Дэвид Аллан, Роберт Колдервуд |              |         |            |                                                    |

| 23 марта 1885 | Уэльс      | 1:8     | Шотландия                                                            | Рексем                                                           |
| | Джоунз 50′ | (отчёт) | Колдервуд 8′ 80′ · Андерсон 20′ 76′ · Аллан 30′ · Линдси 56′ 84′ 88′ | Стадион: «Рейскорс Граунд» Зрителей: 2000 Судья: Роберт М. Слоун |
| Уэльс: Роберт Миллз-Робертс, Джордж Томас, Сет Пауэлл, Том Берк, Уильям Фоукс, Хамфри Джоунз, Джеймс Ллойд, Джоб Уайлдинг, Гарри Хибботт, Джордж Фармер, Роберт Джоунз Шотландия: Джеймс Маколи, Уолтер Арнотт, Майкл Пейтон, Боб Келсо, Литч Кир, Александр Хэмилтон, Билли Андерсон, Джозеф Линдси, Роберт Колдервуд, Роберт Браун, Дэвид Аллан |            |         |                                                                      |                                                                  |

| 11 апреля 1885 | Ирландия               | 2:8     | Уэльс                                                                | Белфаст                                                                  |
| | Молинью 23′ · Дилл 40′ | (отчёт) | Оуэн 50′ · Сиссон 52′ 59′ 60′ · Роуч 55′ 64′ · Берк 69′ · Джоунз 89′ | Стадион: «Ольстер Крикет Граунд» Зрителей: 1500 Судья: Джон К. Макдауэлл |
| Ирландия: Джек Хендерсон, Уильям Джонстон, Уильям Имз, Том Молинью, Роберт Мьюир, Билли Макуо, Уиллоби Хэмилтон, Уильям Хэмилтон, Джонни Гибб, Джордж Маги, Алекс Дилл Уэльс: Роберт Миллз-Робертс, Фредерик Джоунз, Альфред Дейвис, Том Берк, Джон Вон, Хамфри Джоунз, Роберт Дейвис, Билли Оуэн, Джоб Уайлдинг, Герберт Сиссон, Джон Роуч |                        |         |                                                                      |                                                                          |

## Чемпион
| Чемпион Великобритании 1885 |
| Шотландия Второй титул      |

## Бомбардиры
| - 4 гола - Джозеф Линдси - Александр Хиггинс - 3 гола - Герберт Сиссон - Роберт Колдервуд - 2 гола - Чарли Бэмбридж - Джонни Гибб - Джон Роуч - Билли Андерсон - 1 гол - Джимми Браун - Джо Лофтхаус | - 1 гол (продолжение) - Клемент Митчелл - Бенджамин Спилзбери - Алекс Дилл - Том Молинью - Том Берк - Роберт Джоунз - Хамфри Джоунз - Билли Оуэн - Джоб Уайлдинг - Дэвид Аллан - Александр Барбор - Джон Макферсон - Уильям Тернер |